# Analiza wstępna
Analiza wstępna – polega na analizie poszczególnych pozycji bilansu, rachunku zysków i strat oraz rachunku przepływów pieniężnych i obejmuje:
- analizę pionową, tj. badanie struktury bilansu, rachunku zysków i strat oraz rachunku przepływów pieniężnych,
- analizę poziomą, tj. badanie zmian w czasie (badaniu dynamiki) poszczególnych pozycji bilansu, rachunku zysków i strat oraz rachunku przepływów pieniężnych,
- analizę pionowo-poziomą, odnoszącą się tylko do bilansu i polegającą na badaniu relacji majątkowo-kapitałowych przedsiębiorstwa.

Badaniu podlegają także powiązania wewnętrzne pomiędzy pozycjami kapitałów i majątku. Analiza wstępna może być prowadzona w ujęciu statycznym i dynamicznym.
Analiza statyczna dotyczy badania struktury majątku przedsiębiorstwa i źródeł jego finansowania w wybranym momencie (np. na koniec roku).
Ujęcie dynamiczne pozwala natomiast ocenić również kierunki zmian struktur oraz dynamikę poszczególnych elementów aktywów i pasywów z kilku kolejnych lat.